# 카타리나 폰 작센라우엔부르크 공녀

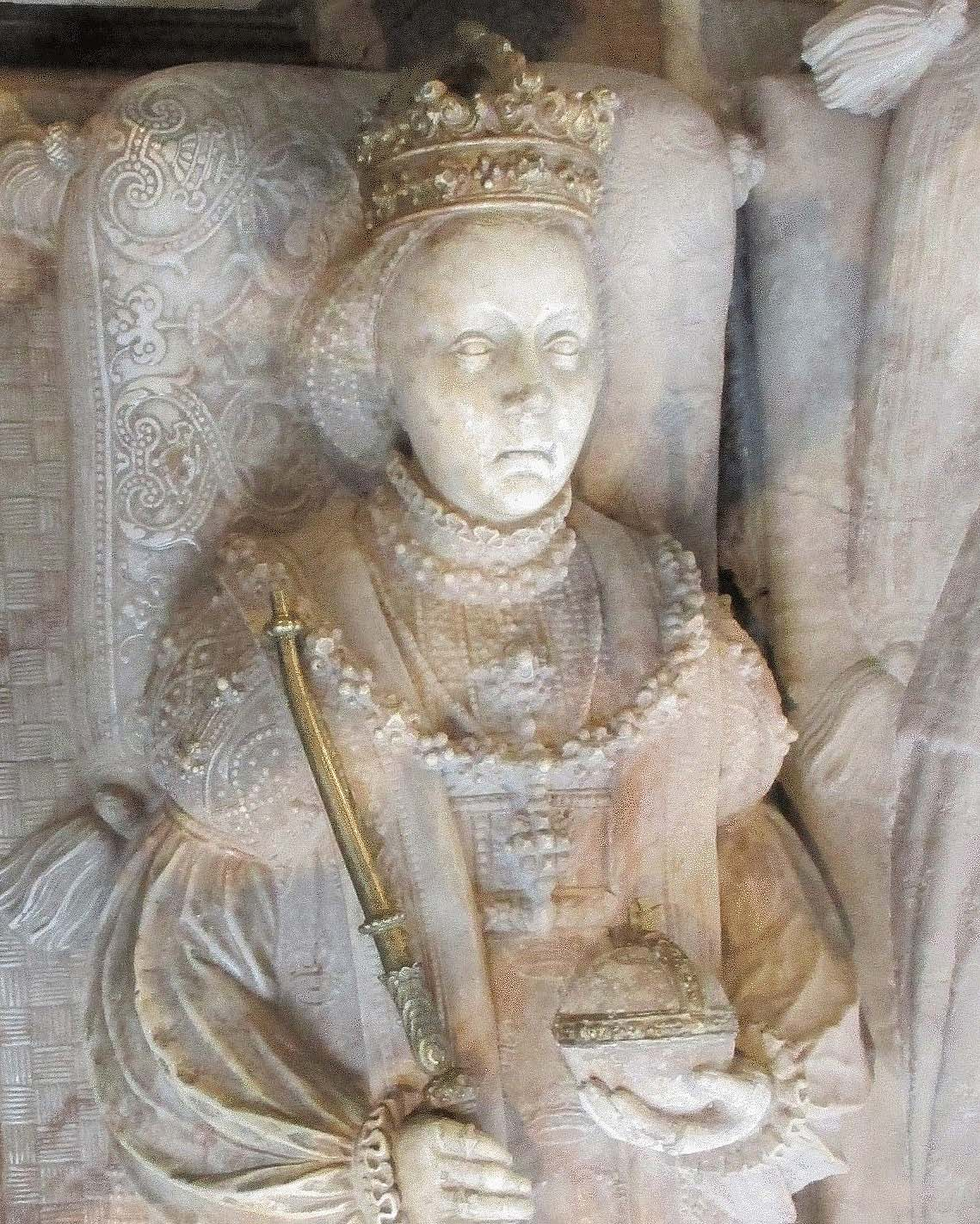
카타리나 폰 작센라우엔부르크

작센라우엔부르크의 카타리나(Katarina av Sachsen-Lauenburg, 독일어: Katharina von Sachsen-Lauenburg 1513년 9월 24일 ~ 1535년 9월 23일)는 스웨덴 국왕 구스타브 1세 바사의 첫 번째 왕비이다.
마그누스 1세 폰 작센라우엔부르크 공작과 카타리나 폰 브라운슈바이크볼펜뷔텔 공녀 사이에서 태어났다. 그녀의 언니 도로테아는 덴마크의 왕자 크리스티안(훗날의 크리스티안 3세)과 결혼했다. 카타리나는 1531년 구스타브 1세의 왕비로 맞아들여져 1533년 에리크 14세를 낳았다.